# Saint-Georges-d'Elle
 Saint-Georges-d'Elle  es una población y comuna francesa, situada en la región de Baja Normandía, departamento de Mancha, en el distrito de Saint-Lô y cantón de Saint-Clair-sur-l'Elle.

## Demografía
| 322 | 296 | 252 | 319 | 375 | 365 |
| Para los censos de 1962 a 1999 la población legal corresponde a la población sin duplicidades (Fuente: INSEE [Consultar]) |     |     |     |     |     |